# 세낭크 수도원

세낭크 수도원

세낭크 수도원(프랑스어: Abbaye Notre-Dame de Sénanque)은 프랑스 프로방스 보클뤼즈주 고르드에 위치한 시토회 수도원이다. 철마다 라벤더밭이 만개해 있는 것으로 알려져 있다.